# Le Décadent

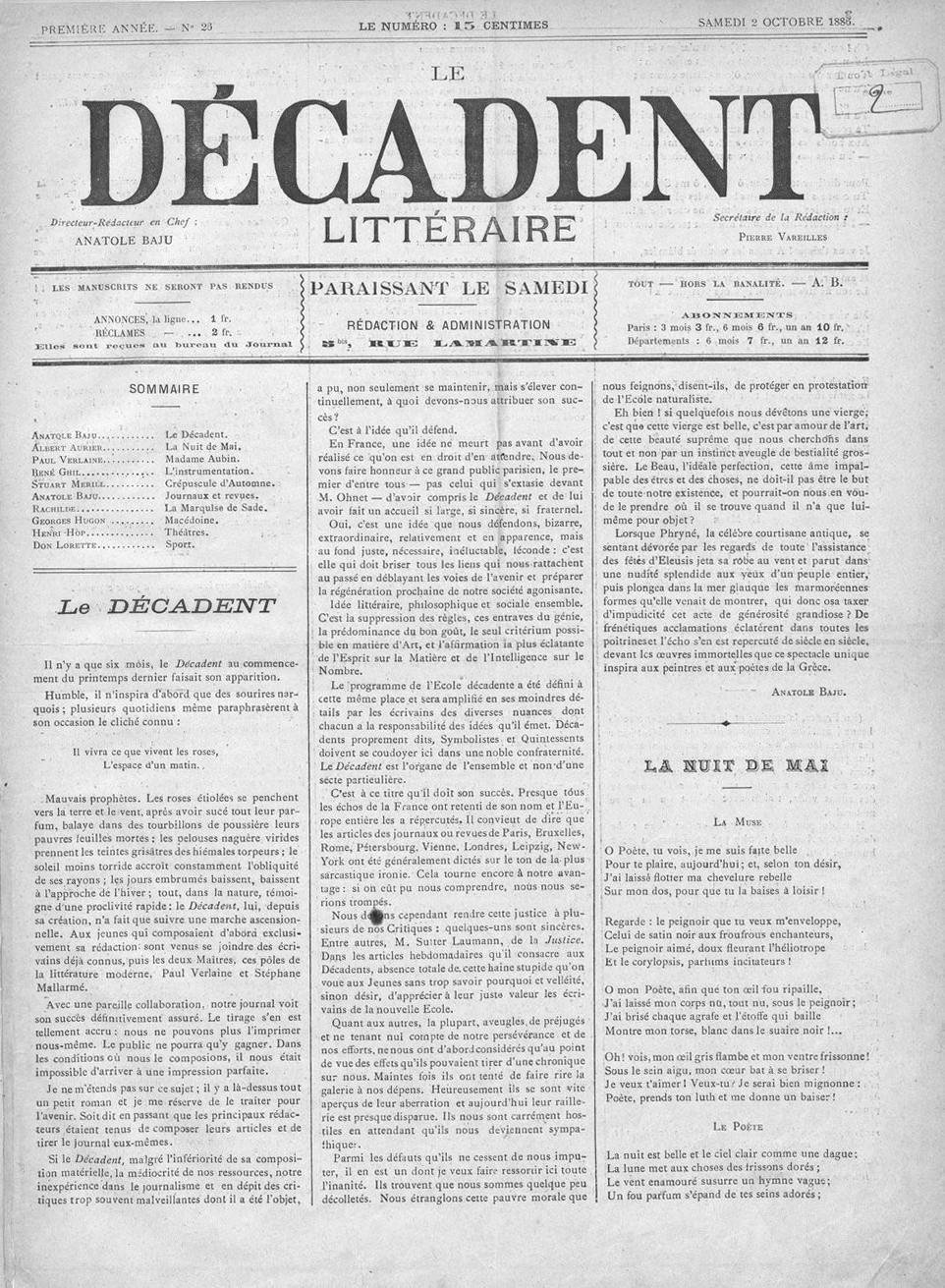
Numéro 26 du 2 octobre 1886.

Le Décadent est une publication française fondée par Anatole Baju en 1886. Elle paraît jusqu'en décembre 1887 sous le titre Le Décadent littéraire et artistique avant de devenir simplement Le Décadent jusqu'en 1889.
Le programme du Décadent tel que défini par Baju dans le premier numéro était essentiellement anti-bourgeois. La revue ambitionnait de fédérer la bohème parisienne, opposée souvent bruyamment à l'art et à la littérature consacrés et, plus généralement, au mode de vie bourgeois.
Le Décadent demande « que les futurités littéraires se mettent à l'œuvre. Un art nouveau, quintessencié, plus impalpable encore sortira de ce gâchis chaotique » (Anatole Baju, Le Décadent, 24 avril 1886). Il exige « une poésie vibrante et sonore où l'on sent passer comme des frissons de vie » et veut « noter l'idée dans la complexité de ses nuances les plus fugaces ». 
La revue a eu pour contributeurs Paul Verlaine, Laurent Tailhade, Pierre-Barthélemy Gheusi, Édouard Dubus, Louis-Pilate de Brinn’Gaubast, Jules Barbey d'Aurevilly… et publia, entre 1886 et 1888, plusieurs faux poèmes d'Arthur Rimbaud jusqu'à ce que Verlaine mit fin à cette mascarade organisée par Laurent Tailhade, ainsi que de faux poèmes du général Boulanger.
32 numéros du Décadent sont disponibles sur Gallica.